# Earias bedei
Earias bedei är en fjärilsart som beskrevs av Chneour 1952. Earias bedei ingår i släktet Earias och familjen trågspinnare. Inga underarter finns listade i Catalogue of Life.